# Maria-Viktoria Hasse
Maria-Viktoria Hasse (* 30. Mai 1921 in Rostock-Warnemünde; † 10. Januar 2014 in Dresden) war eine deutsche Mathematikerin.

## Biografie
Hasse studierte ab 1940 Physik und Mathematik an der Universität Rostock und der Universität Tübingen mit dem
Diplom-Abschluss 1943 (wonach sie Assistentin in Rostock war und eine Rechnergruppe für die Flugzeugindustrie leitete) und dem Staatsexamen 1948. Nach dem Krieg leitete sie zeitweise die Geschäfte des mathematischen Instituts und sorgte für die Rückführung der Bibliothek. Sie wurde 1949 bei Hans Schubert promoviert (Über eine singuläre Integralgleichung 1. Art mit logarithmischer Unstetigkeit) und war danach Oberassistentin.
1954 habilitierte sie sich mit einer Arbeit über Geometrie und war danach Professorin für Mathematik und Geometrie an der Technischen Universität Dresden und kommissarische Leiterin des Instituts für Geometrie bis 1957 (als Nachfolgerin von Ott-Heinrich Keller). Ab 1964 war sie Professorin für Algebra an der Technischen Universität Dresden, an der sie 1981 emeritiert wurde.
Sie befasste sich mit Integralgleichungen und Kategorientheorie.

## Schriften
- mit Lothar  Michler[2] Theorie der Kategorien, Berlin, Deutscher Verlag der Wissenschaften 1966
- Grundbegriffe der Mengenlehre und Logik, Harri Deutsch 1968
- Über die  Behandlung graphentheoretischer Probleme unter Verwendung der Matrizenrechnung. Wiss. Zeit. Tech. Univ. Dresden 10, 1313-6 (1961)